# Polydiexodina
Polydiexodinina es un género de foraminífero bentónico de la subfamilia Polydiexodininae, de la familia Schwagerinidae, de la superfamilia Fusulinoidea, del suborden Fusulinina y del orden Fusulinida. Su especie tipo es Polydiexodina capitanensis. Su rango cronoestratigráfico abarca desde el Kunguriense superior (Pérmico medio) hasta el Guadalupiense (Pérmico superior).

## Discusión
Clasificaciones más recientes incluyen Polydiexodina en la superfamilia Schwagerinoidea, y en la subclase Fusulinana de la clase Fusulinata.

## Clasificación
Se han descrito numerosas especies de Polydiexodina. Entre las especies más interesantes o más conocidas destacan:
- Polydiexodina capitanensis †
- Polydiexodina chekiangensis †
- Polydiexodina persica †

Un listado completo de las especies descritas en el género Polydiexodinina puede verse en el siguiente anexo.